# Steins;Gate
Steins;Gate (Originaltitel: jap. シュタインズ・ゲート, Shutainzu Gēto) ist ein japanisches Adventure, das in einer Kooperation der beiden japanischen Spieleentwickler 5pb. und Nitroplus entstand. Es war nach Chaos;Head die zweite Kooperation der Unternehmen und wurde im Oktober 2009 für die Xbox 360 veröffentlicht. Es folgten Portierungen für Windows-PCs, Sonys PlayStation Portable in den Jahren 2010 und 2011, Android 2013 sowie Adaptionen in Form von Manga-Reihen, einer Anime-Fernsehserie und eines Anime-Kinofilms.

## Handlung

### Szenario und Konzeption
Die Handlung baut auf der Annahme auf, dass Zeitreisen in begrenztem Umfang möglich sind. Entsprechend spielen sowohl bestimmte Zeitpunkte als auch die Prinzipien der Kausalität eine wesentliche Rolle. Wissenschaftlern ist es möglich, Informationen und später selbst den Geist eines Menschen in die Vergangenheit zurückzuschicken. Mit jeder Zeitreise verändern sich entsprechend den Prinzipien die Gegenwart und die Zukunft. Diese Entdeckung birgt ein hohes Missbrauchspotenzial, was Aufhänger für die weitere Entwicklung der Geschichte ist. Die Protagonisten werden durch die staatliche Organisation SERN bedroht, die nicht vor Morden zurückschreckt.
Als wesentlicher Schauplatz wurde Akihabara, ein Stadtteil Tokios, gewählt. Verschiedene real existierende Gebäude erscheinen wiederholt im Spiel. Eines davon ist das Radio Kaikan Gebäude, auf dessen Dach die Handlung beginnt. Nach Angaben von Chiyomaru Shikura, der die Entwicklung des Spiels leitete, wurde Akihabara als Handlungsort genommen, da es historisch bedingt ein Ort ist, an dem es leichtfällt, an ausgefallene Hardware heranzukommen. Somit ist es der ideale Ort für Menschen wie den Protagonisten des Spiels, die mit Dingen herumspielen und nach Innovationen suchen.
Die Organisation SERN ist eine Anspielung auf die Europäische Organisation für Kernforschung (CERN). Neben den Versuchen mittels Teilchenbeschleuniger wird ihr in der Handlung die Antagonisten-Rolle angedacht. Die fiktive Organisation SERN soll dabei auch mit Zeitreisen und Schwarzen Löchern experimentiert haben, was zahlreiche Menschen das Leben kostete. Die Zeitreise in die Vergangenheit gelang zwar, jedoch überstanden die Opfer die Reise nicht.

### Handlungszusammenfassung
Die Handlung spielt in Akihabara und handelt von einem Experiment des sehr eigenartigen, teils als verrückt beschriebenen Wissenschaftlers Rintarō Okabe. Es gelingt ihm dabei einen Mikrowellenherd so umzufunktionieren, dass er mit ihm Textnachrichten in die Vergangenheit schicken kann. Was ihm jedoch erst später bewusst wird, ist die Tatsache, dass er damit jeweils seine eigene Gegenwart beeinflusst und genau dies ihn verrückt erscheinen lässt. Jedoch ist er nicht der einzige Forscher auf dem Gebiet. Schon bald sieht er sich mit einer Organisation namens SERN konfrontiert, die sowohl ihm als auch den anderen Eingeweihten des Experiments nachstellt. Nach mehrmaligem Verändern der Zukunft durch diese Nachrichten verfängt sich Okabe dabei in einer Weltlinie, in welcher seine Kindheitsfreundin Mayuri stirbt. Um ihren Tod zu umgehen, reist er zurück in die Vergangenheit und versucht alles Mögliche, jedoch ohne Erfolg. Erst als er sich mit Kurisu berät, erhält er von ihr den entscheidenden Hinweis. Er muss nämlich alle Textnachrichten, die er bis jetzt verschickt hat, rückgängig machen. Doch bevor Okabe die letzte Nachricht verschicken will, realisiert er, dass in der ursprünglichen Weltlinie seine Liebe Kurisu stirbt. Durch diesen Gedanken verfällt Okabe in einen widerwilligen und verzweifelten Zustand, denn er will nicht, dass Kurisu stirbt. Nachdem ihm jemand aus der Zukunft erzählt, dass man Kurisu doch retten kann, fängt Okabes letzte Operation an. In seinem ersten Versuch scheitert er und Makise Kurisu stirbt, allerdings bekommt er dadurch eine Nachricht von sich selbst aus der Zukunft, die ihm Instruktionen für den Plan gibt. Letztlich gelingt es Okabe, Kurisu zu retten und er bewegt sich aus den ursprünglichen Weltlinien in die neue Steins Gate Linie, in der Mayuri und Kurisu überleben.

## Spielmechanik
Von den Entwicklern selbst wird das Spiel als Sōtei Kagaku ADV (想定科学ADV, dt. „Hypothetische-Wissenschaft-Adventure“) beschrieben. Es folgt einer linearen Handlung mit vorbestimmten Ereignissen und Möglichkeiten der Interaktion. Der Spieler ist die meiste Zeit damit beschäftigt die Dialoge zwischen den Figuren und die inneren Monologe des Protagonisten zu verfolgen. Wie in vielen anderen japanischen Adventures gibt es in unregelmäßigen Abständen Entscheidungspunkte, an denen er mit seinen Aktionen die Handlung in eine gewisse Richtung lenken kann. Dabei verzweigt sich das Spiel in verschiedene Routen, die zu unterschiedlichen Ereignissen und Enden führen.
Die Entscheidungen fällt der Spieler in Steins;Gate mittels eines Phone trigger (フォーントリガー). Die Entscheidungen stellen also Antworten des Protagonisten auf eingehende Anrufe und Textnachrichten dar. Im Falle eines Anrufs kann er sich für eine Antwort entscheiden oder auch die Annahme des Gespräches verweigern. Bei Textnachrichten sind unterdessen einzelne Begriffe farbig unterlegt, die dann die entsprechende Antwort zu dem Thema darstellen. Diese Art der Steuerung ist mit der des Vorgängers Chaos;Head vergleichbar, wobei der Spieler nicht auf jeden Anruf oder jede Nachricht reagieren muss. An einigen Stellen ist dies aber nötig um die Handlung in eine gewisse Richtung zu lenken.

## Entstehung und Veröffentlichungen
Steins;Gate entstand 2009 als zweites Resultat der Zusammenarbeit zwischen den Spielentwicklern 5pb. und Nitroplus. Aus der vorherigen Zusammenarbeit war das konzeptionell teils vergleichbare Spiel Chaos;Head entstanden, das im zweiten Quartal des Jahres 2008 erschien. Im Gegensatz zum Vorgänger sollte die Handlung stärker in der Realität verwurzelt sein. Entsprechend gaben die Entwickler bekannt, dass man sich vorgenommen hatte ein Konzept zu entwerfen das zu „99 % auf Wissenschaftlichen Fakten (Realität) und 1 % Phantasie“ bestehen sollte. Die Planungen dazu leitete Chiyomaru Shikura von 5pb. Aufbauend auf der Idee entwarf Ryohei Fuke (auch „Huke“ genannt) das Charakterdesign, während die im Spiel auftauchenden Gegenstände von Sh@rp entworfen wurden. Das Szenario wurde von Naotaka Hayashi von 5pb. zusammen mit Vio Shimokura als Assistent von Nitroplus geschrieben. Als Produzent des Spiels wurde Tatsuya Matsuhara (5pb.) genannt, während die künstlerische Leitung von Tosō Pehara übernommen wurde. Die Musik entstand in einer Zusammenarbeit mit Zizz Studio. So waren sowohl Takeshi Abo (5pb.) als auch Toshimichi Isoe (Zizz) daran beteiligt. Damit arbeitet im Wesentlichen das gleiche Team zusammen wie bei dem Vorgänger.

## Adaptionen

### Anime
Das Computerspiel wurde 2011 durch das Studio White Fox animiert, welches zuvor bereits das Computerspiel Tears to Tiara als Anime umsetzte. Regie führten Takuya Satō und Hiroshi Hamasaki als Chefregisseure sowie Kanji Wakabayashi. Das Character Design als auch die Animationsleitung erfolgten durch Kyūta Sakai und das Drehbuch stammt von Jukki Hanada. Ausgestrahlt wurde die Serie ab 6. April 2011 nach Mitternacht (und damit am vorigen Fernsehtag) auf TV Saitama und Sun TV. Binnen einer Woche folgten Chiba TV, TV Aichi, Tokyo MX, TV Kanagawa und landesweit per Satellit auf AT-X oder per Stream auf Nico Nico Channel. Eine englisch untertitelte Fassung wurde am jeweiligen Ersterscheinungstag auf Crunchyroll gestreamt bzw. im Vereinigten Königreich auf Anime on Demand. In Deutschland wurde der Anime mit deutscher Synchronisation im Herbst 2015 bei Peppermint Anime auf DVD und Blu-ray veröffentlicht. Die deutschsprachige Erstausstrahlung im Fernsehen erfolgte am 25. Oktober 2015 durch den deutschen Pay-TV-Sender Animax.
Am 20. April 2013 kam der Kinofilm Steins;Gate: Fuka Ryōiki no Déjà vu (STEINS;GATE 負荷領域のデジャヴ) in die japanischen Kinos mit gleichen Produktionsstab wie die Animeserie.

### Synchronisation
Die deutschen Synchronarbeiten fanden in den Oxygen Sound Studios in Berlin unter der Dialogregie von René Dawn-Claude statt.
| Rolle            | japanischer Sprecher (Seiyū) | deutscher Sprecher         |
| ---------------- | ---------------------------- | -------------------------- |
| Rintarou Okabe   | Mamoru Miyano                | Marios Gavrilis            |
| Kurisu Makise    | Asami Imai                   | Manuela Bäcker             |
| Mayuri Shiina    | Kana Hanazawa                | Marie Christin Morgenstern |
| Itaru Hashida    | Tomokazu Seki                | Jesco Wirthgen             |
| Suzuha Amane     | Yukari Tamura                | Charlotte Uhlig            |
| Feyris Nyan-Nyan | Haruko Momoi                 | Julia Fölster              |
| Ruka Urushibara  | Yû Kobayashi                 | Peggy Pollow               |
| Moeka Kiryuu     | Saori Gotou                  | Birte Baumgardt            |
| John Titor       | Hiroshi Tsuchida             | Jacob Weigert              |
| Yuugo Tennouji   | Masaki Terasoma              | Leon Boden                 |
| Nae Tennouji     | Ayano Yamamoto               | Chiara Tanfal              |

## Rezeption

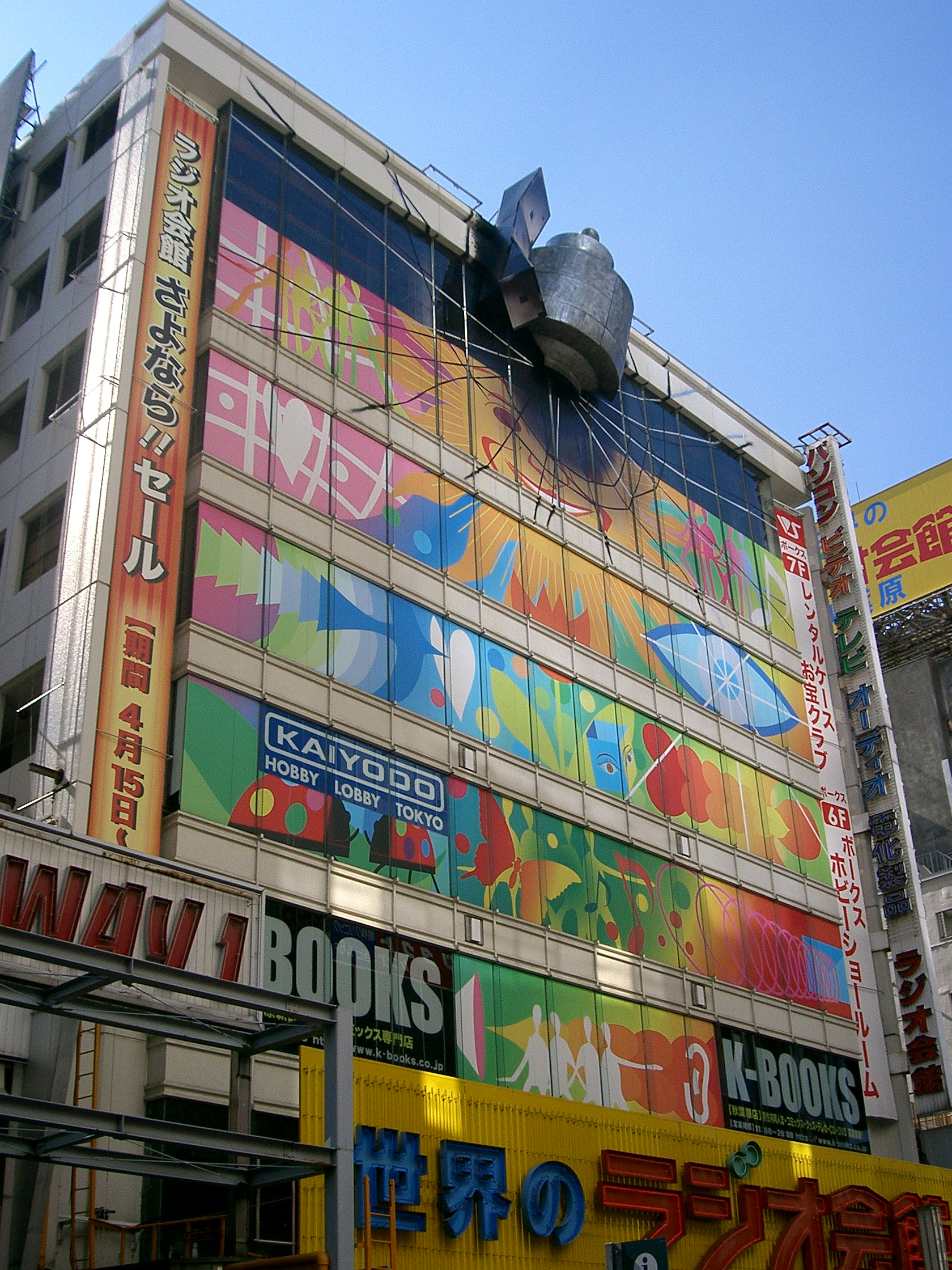
Gebäude von Radio Kaikan mit Nachbau des abgestürzten Satelliten

Für diesen ungewöhnlichen Ansatz, der auf den Wahnvorstellungen des Protagonisten aus Chaos;Head basiert, wurde das Spiel überaus gelobt und die Sprecher sollen wie für diese Rollen geschaffen worden sein.